# Tigre de papel

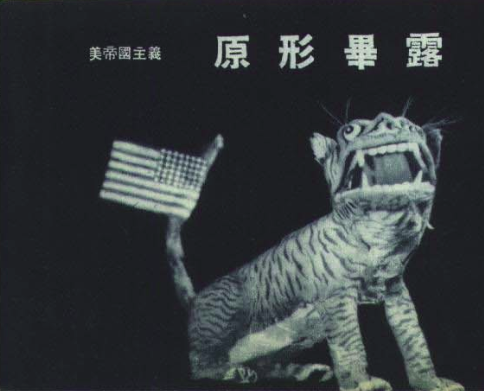
Tigre de papel representando a Estados Unidos, 1950.

La expresión tigre de papel traduce literalmente la antigua frase china zhǐlǎohǔ (en chino tradicional, 紙老虎; en chino simplificado, 纸老虎), utilizada para designar algo que aparenta ser una amenaza pero que es en realidad inofensivo. 
Mao Zedong, en una entrevista de 1956 con la periodista estadounidense Anna Louise Strong, utilizó la frase para describir el imperialismo estadounidense:

En apariencia es muy poderoso pero en realidad no es nada a lo que temer; es un tigre de papel. Un tigre por fuera, está hecho de papel, incapaz de resistirse al viento y la lluvia.

Mao consideraba que "todos los reaccionarios son tigres de papel" — superficialmente poderosos pero propensos a la sobreextensión, que lleva al desmoronamiento repentino. 
Cuando Mao criticó el "apaciguamento" soviético frente a los Estados Unidos, durante la ruptura sino-soviética, Nikita Jruschov señaló que "el tigre de papel tiene dientes nucleares."
En La resistencia a la teoría, Paul de Man utiliza la frase para reflexionar sobre la amenaza inicial de la teoría literaria frente a los estudios literarios tradicionales en el mundo académico estadounidense:

Si a un gato se lo llama un tigre, se lo puede desestimar fácilmente como un tigre de papel; pero todavía queda por resolver por qué lo asustó tanto el gato en un principio.